# What Lies Beneath (álbum de Tarja)
What Lies Beneath  (en español: Lo que hay debajo) es el título del tercer álbum de la vocalista finesa de Metal Sinfónico, Tarja Turunen. El álbum fue publicado en el año 2010, el 31 de agosto (Norteamérica), 1 de septiembre (Finlandia), 3 de septiembre (Alemania, Suecia, Australia), y 6 de septiembre en todo el mundo.
El álbum vendió en Estados Unidos 1,300 copias en su primera semana de lanzamiento.
Cabe destacar que en este álbum participa el virtuoso guitarrista Joe Satriani (véase el tema Falling Awake). What Lies Beneath es considerado por los admiradores de la cantante como el mejor álbum que la finlandesa ha grabado en su carrera, al ser el primer material que es producido por ella misma. El álbum contiene un sencillo oficial "Until my Last Breath", que llegó en solo una semana y media al puesto número nueve, de Modern Rock Tracks. También cuenta con 3 sencillos promocionales, "Falling Awake", "I Feel Immortal" y "Until My Last Breath".

## Concepto del álbum
El concepto de What Lies Beneath es descubrir lo que yace debajo de la superficie, lo que yace detrás de las personas, esas cosas que no podemos ver a simple vista, regalándonos un álbum más metalero, directo y obscuro que su antecesor. Tarja utilizó como referencia en la canción que da lugar al título del álbum, a Náyade, una ninfa de la mitología Griega que vive en las aguas de los ríos, los océanos, fuentes y lagos. Este álbum, se muestra más obscuro y personal para Tarja que My Winter Storm, donde también encontramos los elementos del Metal más notorios que antes, pues esto es lo que Tarja busca, que conozcamos algo de la verdadera Tarja Turunen, que sepamos "Que se esconde debajo".

## Estudio de grabación
Tarja confirmó que la grabación se realizará en dos estudios diferentes: “Petrax”, (ubicado en Finlandia) para las canciones de rock y “El Pie” (ubicado en Buenos Aires, Argentina) para las que cuentan con sonido de Soundtrack.

## Trabajo de arte
El trabajo de arte fue realizado nuevamente por Jens Boldt, fotógrafo alemán que ya trabajó anteriormente con Turunen en My Winter Storm y con algunas celebridades como Iggy Pop, Tom Jones, Dj Hell o Diana Krall, entre otros.
En el arte del álbum capta perfectamente el concepto del álbum, encontramos a una Tarja más misteriosa y sombría que en My Winter Storm, mostrándonos en las portadas del álbum su rostro, el cual podemos ver hermoso y reluciente en un inicio, pero realmente está escondiendo cicatrices, golpes, quemaduras y demás heridas en las sombras que tapan parte de su rostro, así como la vemos con una mirada más burlesca escondiendo su cara con una gran máscara negra y vestida de blanco, como también en varios momentos luce inexpresiva como si no quisiera revelarnos sus sentimientos hasta que la llegamos a ver a Tarja muerta y acostada en la que sería su tumba, también podemos ver a Turunen interpretando a la misteriosa Naiad nadando en lo más profundo del océano.

## Gira de presentación
Para la presentación del disco en Europa, se realizó la gira What Lies Beneath World Tour, durante octubre de 2010. Luego fue telonera de Alice Cooper en Alemania durante noviembre del 2010. En marzo del 2011 inició su gira en Latinoamérica en México, Brasil, Chile, continuando nuevamente por Europa desde abril hasta agosto de 2011.El WLB Final Tour comenzó el 13 de enero de 2012 en República Checa, pasando por Europa y dando una segunda vuelta por Latinoamérica, en este marco de la gira llegó por primera vez a países como Letonia y Costa Rica.
Tarja ha anunciado un DVD de esta gira, grabado los días 30 y 31 de marzo de 2012 en el Teatro El Círculo en Rosario, Argentina, la gira concluyó el 8 de abril en Río de Janeiro, Brasil

## Lanzamiento
Tarja confirmó en una radio finesa que su nuevo álbum saldría en el mes de mayo de 2010. Posteriormente se anunció que la salida del disco se atrasó para el 20 de agosto de 2010. Finalmente las fechas confirmadas fueron el 31 de agosto en Norteamérica, el 1 de septiembre en Finlandia, el 3 de septiembre Alemania, Suiza y Austria. Y por último, el 6 de septiembre en el resto del mundo.

## Canciones
| Edición Estándar |                                       |                                                                                 |          |  |
| N.º              | Título                                | Escritor(es)                                                                    | Duración |  |
| 1.               | «Anteroom of Death (Feat. van Canto)» | Michelle Leonard, Kiko Masbaum, Tarja Turunen                                   | 4:41     |  |
| 2.               | «Until My Last Breath»                | Tarja Turunen, Johnny Andrews                                                   | 4:24     |  |
| 3.               | «I Feel Immortal»                     | Toby Gad, Lindy Robbins, Tarja Turunen, Kerli                                   | 4:35     |  |
| 4.               | «In For A Kill»                       | Anders Wollbeck, Tarja Turunen, Matthias Lindblom                               | 4:35     |  |
| 5.               | «Underneath»                          | Tarja Turunen, Johnny Andrews                                                   | 5:27     |  |
| 6.               | «Little Lies»                         | Tarja Turunen, Johnny Andrews, Alex Scholpp                                     | 4:37     |  |
| 7.               | «Rivers of Lust»                      | Tarja Turunen, Jessika Lundstrom, Kid Crazy, Johan Westmar, Kristoffer Karlsson | 4:24     |  |
| 8.               | «Dark Star (Feat. Phil Labonte)»      | Tarja Turunen, Johnny Andrews                                                   | 4:33     |  |
| 9.               | «Falling Awake (Feat. Joe Satriani)»  | Tarja Turunen, Johnny Andrews                                                   | 5:14     |  |
| 10.              | «The Archive of Lost Dreams»          | Tarja Turunen                                                                   | 4:49     |  |
| 11.              | «Crimson Deep (feat. Will Calhoun)»   | Tarja Turunen, Bart Hendrickson, Angela Heldmann                                | 7:35     |  |

Bonus Tracks

| Edición de Norteamérica | |          |  |
| N.º                     | Título | Duración |  |
| 8.                      | «Montañas de Silencio» (Bonus Track sólo para EE. UU. Con una portada alterna; la edición europea incluye la canción "I Feel Immortal" con la portada estándar.) | 4:25     |  |

| Deluxe Edition bonus disc |                                                  |                                                                   |          |  |
| N.º                       | Título                                           | Escritor(es)                                                      | Duración |  |
| 1.                        | «We Are»                                         | Anders Wollbeck, Tarja Turunen, Matthias Lindblom                 | 4:16     |  |
| 2.                        | «Naiad»                                          | Torsten Stenzel, Tarja Turunen, Adrian Zagoritis, Angela Heldmann | 7:19     |  |
| 3.                        | «Still of the Night» (Cover de Whitesnake)       | David Coverdale, John Sykes                                       | 6:33     |  |
| 4.                        | «Tarja Speaks About "What Lies Beneath"» (Video) |                                                                   | 13:49    |  |

## Lista de posiciones
| Gráfica (2010–2011)         | Pico de posición |
| --------------------------- | ---------------- |
| Argentina Albums Chart      | 18               |
| Austrian Top 40 Albums      | 12               |
| Belgian Ultratop (Wallonia) | 38               |
| Belgian Ultratop (Flanders) | 46               |
| Czech Top 10 Albums         | 6                |
| Dutch Top 30 Alternative    | 12               |
| Dutch MegaCharts            | 45               |
| European Top 100 Albums     | 13               |
| Finnish Albums Chart        | 7                |
| German Albums Chart         | 4                |
| German LP-Downloads Chart   | 9                |
| Greek Albums Chart          | 14               |
| Hungarian Albums Chart      | 30               |
| Italian Metal Albums Chart  | 1                |
| Mexican Albums Chart        | 74               |
| Polish Airplay Chart        | 28               |
| Russian Top 25 Albums       | 14               |
| Sweden iTunes Albums Chart  | 23               |
| Sweden Albums Chart         | 45               |
| Swiss Albums Top 100        | 11               |
| UK Rock Chart               | 11               |
| US Top Heatseekers          | 24               |

## Créditos
- Tarja Turunen - Voz
- Stefan Schmidt - Vocalista
- Mike Terrana - Batería I
- Alex Scholpp (ex Farmer Boys) - Guitarra
- Julián Barrett (Lorihen - Barilari - Asspera) - Guitarra
- Doug Wimbish (Living colour) - Bajo
- Max Lilja (ex Apocalyptica, Hevein) - Chelo
- Jyrki Lasonpalo (Lahti Symphony Orchestra) - Violín
- Pauline Fleming (Lahti Symphony Orchestra) - Violín
- Rémi Moingeon (Lahti Symphony Orchestra) - Viola
- Will Calhoun (Living colour) - Batería II
- Marzi Nyman - Guitarra II
- Christian Kretschmar (Schiller) – Teclados